# Basilia ansifera
Basilia ansifera är en tvåvingeart som beskrevs av Theodor 1956. Basilia ansifera ingår i släktet Basilia och familjen lusflugor. Inga underarter finns listade i Catalogue of Life.